# Винассан
Винасса́н (фр. Vinassan) — коммуна во Франции, находится в регионе Лангедок — Руссильон. Департамент коммуны — Од. Входит в состав кантона Курсан. Округ коммуны — Нарбонна.
Код INSEE коммуны — 11441.

## Население
Население коммуны на 2008 год составляло 2312 человек.
| 1962 | 1968 | 1975 | 1982 | 1990 | 1999 | 2008 |
| ---- | ---- | ---- | ---- | ---- | ---- | ---- |
| 734  | 817  | 878  | 980  | 1427 | 2004 | 2312 |

## Экономика
В 2007 году среди 1466 человек в трудоспособном возрасте (15—64 лет) 1014 были экономически активными, 452 — неактивными (показатель активности — 69,2 %, в 1999 году было 69,3 %). Из 1014 активных работали 917 человек (492 мужчины и 425 женщин), безработных было 97 (36 мужчин и 61 женщина). Среди 452 неактивных 139 человек были учащимися или студентами, 165 — пенсионерами, 148 были неактивными по другим причинам.

## Фотогалерея

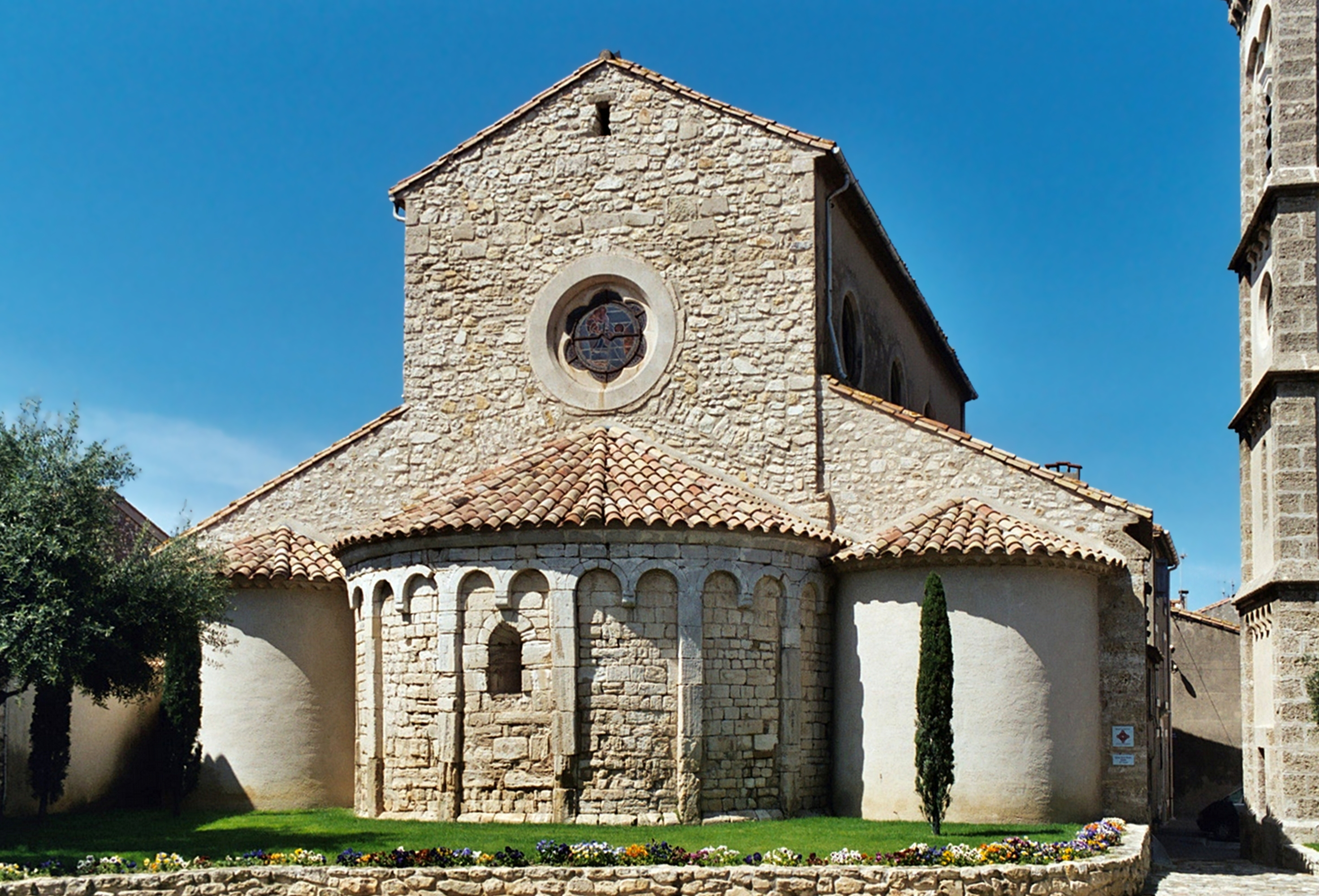
Церковь Сен-Мартен
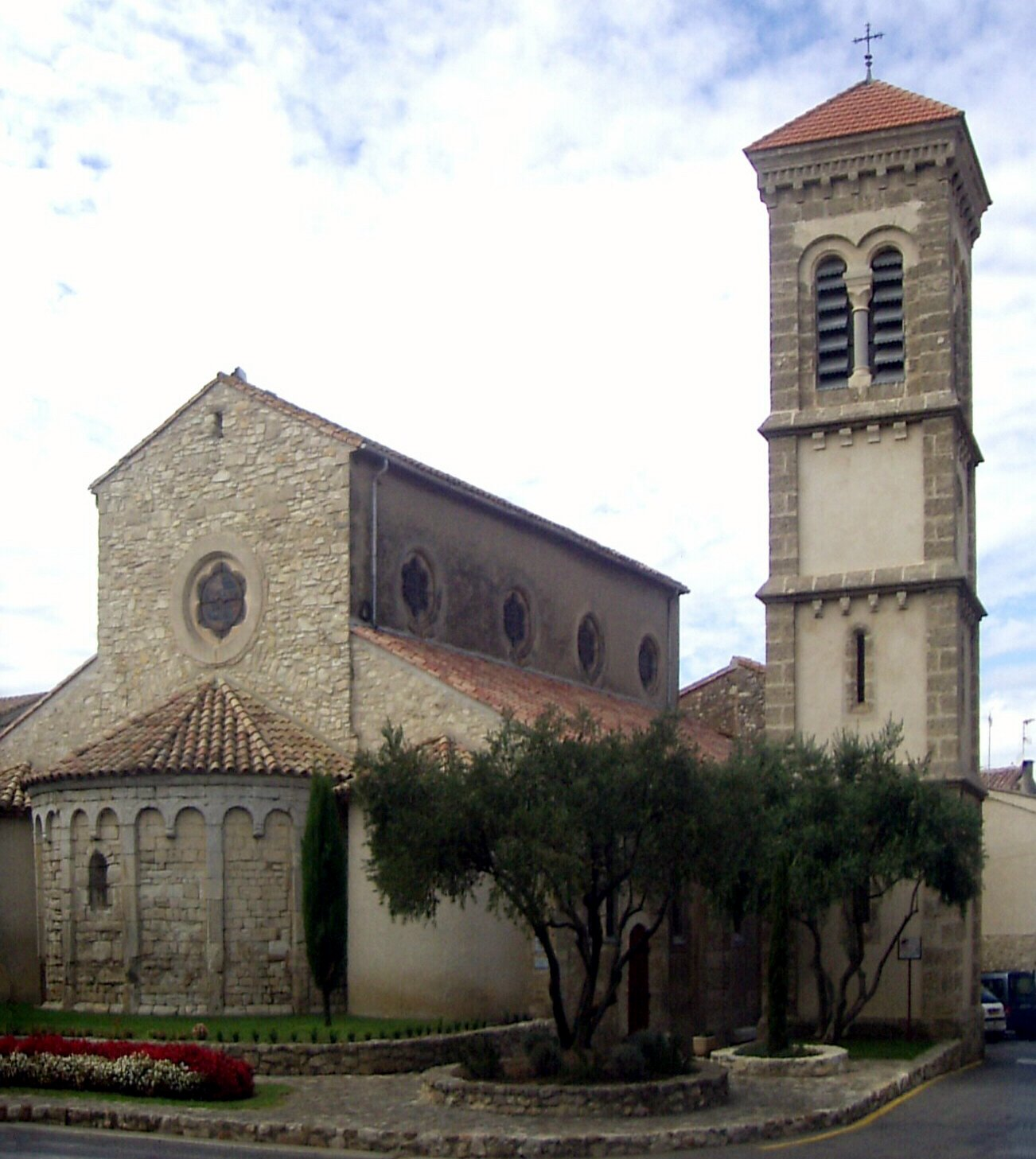
Церковь Сен-Мартен